# 渡辺真至
渡辺 真至（わたなべ まさし、1978年1月16日 - ）は、愛知県出身の競艇選手。
登録番号3939。身長158cm。血液型B型。81期。愛知支部所属。師匠は栗山茂光。

## 来歴
- 愛知県立大府高等学校時代は野球部に所属。1年先輩の赤星憲広と二遊間を組み、センバツに出場した経験がある[1]。
- 1997年11月デビュー。
- 2004年4月27日、女子レーサーの大瀧明日香と入籍。同年7月11日唐津競艇場の一般競走で初優勝。